# Ваттер
Ваттер (нем. Watter) — река в Германии, протекает по земле Гессен. Площадь бассейна реки составляет 41,36 км². Длина реки — 21,9 км.

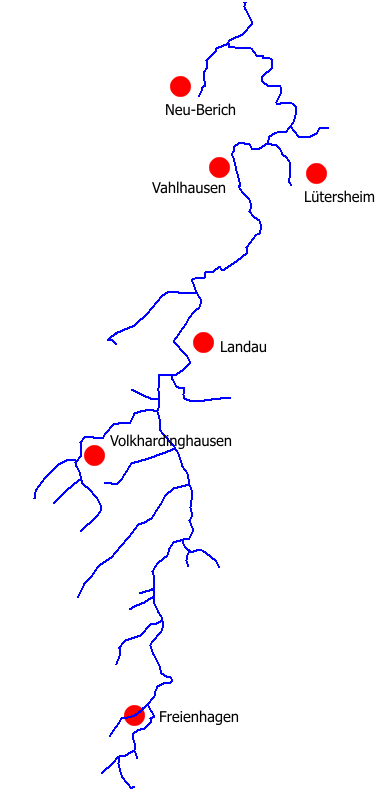
Населённые пункты в бассейне Ваттера

В среднем течении рекие расположен ботанический заповедник NSG Wattertal bei Landau. Вход на его территорию запрещен. Ниже по течению расположен природный памятник пещера Холленкаммер.